# Abaetetuba
Abaetetuba es un municipio brasileño del estado del Pará.

## Historia
El distrito de Beja fue la cuna de la colonización de Abaetetuba. Alrededor de 1635, sacerdotes capuchinos procedentes del Convento del Una en Belém, después de recorrer los ríos de la región, se unieron a una aldea de tribus nómades. El aglomerado fue nombrado como Samaúma y después bautizado como Beja por Francisco Xavier de Mendonça Furtado.
Francisco de Azevedo Monteiro es considerado, en el imaginación popular como el fundador del poblado, pues llegó a territorio como propietario de unas parcelas. En la orilla del río Maratauíra, en un lugar protegido de las mareas por la isla de Sirituba y en las proximidades del sitio Campompema y de la Isla de la Pacoca, fundó un pequeño poblado en 1724.
El municipio de Abaetetuba, fue separado del territorio de la capital del Estado en 1880, de acuerdo a la Ley n.º 973, el 23 de marzo se constituyó como un municipio autónomo. Un año después, en 1881, el presidente interino de la Cámara en Belém, José Cardoso de la Cunha Coimbra instaló en el municipio la Cámara Municipal de Abaeté. El nombre primitivo del municipio era Abaeté que, en la lengua tupi, significa hombre verdadero. Por medio del Decreto de Ley n.º 4.505, el 30 de diciembre de 1943, fue instituido el nombre Abaetetuba. Actualmente, el Municipio es compuesto por los distritos de Abaetetuba (sede) y Beja (IDESP).
Abaetetuba representa una encantadora sorpresa para quien la visita por primera vez. Simple en su trazado y en las construcciones urbanas, la ciudad creció en las márgenes del Río Maratauíra (o Meruú), uno de los afluentes del Río Tocantins. Su pueblo es alegre, hospitalario y sobre todo apasionado por su tierra. Abaeté, en la lengua tupí, significa "hombre fuerte, valiente, prudente e ilustre".

## Etimología
El nombre primitivo del municipio era Abaeté que, en la lengua tupi, significa 'hombre fuerte' física y moralmente (valiente, prudente, sabio e ilustre). Por medio del Decreto de Ley n.º 4.505, de 30 de diciembre de 1943, fue instituido el nombre Abaetetuba, para diferenciarla de otra ciudad también llamada Abaeté. Actualmente el municipio está compuesto por el centro urbano de la ciudad de Abaetetuba y por el distrito de Villa de Beja.

## Economía
La ciudad es el centro de una región que cubre los municipios de Moju, Igarapé-Miri y Barcarena (sumando una población de más de 350 mil habitantes). Abaetetuba es la sexta ciudad más grande del estado y actualmente pasa por un momento de crecimiento económico acelerado debido la excelente logística que la ciudad proporciona, con fácil acceso a los Puertos de Belém, Villa del Conde y al sur del Pará, además de la proximidad del polo industrial en Villa de los Cabanos que está a 30 km de distancia. Diversas empresas se están instalando en el municipio aprovechando también la gran red de servicios de la ciudad, hecho reflejado en el PIB municipal, que se triplicó en tan solo cuatro años.

### Industria
La actividad industrial tiene menor participación en la economía abaetetubense, sin embargo viene presentando gran crecimiento en los últimos años, sobre todo en los ramos alimenticio y de procesamiento de productos agro forestales. De un modo general las industrias de la ciudad son de medio y pequeño porte, y se distribuyen principalmente en los ramos de bebidas, mobiliario, industria maderera, y la alfarería-cerámica. La ciudad cuenta también con metalúrgicas y astilleros.

### Agricultura
Abaetetuba es uno de esos típicos municipios en que su producción de hortalizas atiende perfectamente a su demanda, a través de la significativa producción de las huertas familiares, sobre todo en la localidad de Colônia Nova, en el kilómetro 7 de la carretera PA-151.
Más en el sector Agro-florestal, el municipio se destaca como el 2º mayor productor de açaí de todo Pará, como 3º mayor productor de bacuri y cupuaçu, y como el mayor productor de mango del estado. Otros cultivos también marcan fuertemente la cadena vegetal abaetetubense, como la mandioca, el coco, miriti y la bacaba, que representan una importante producción.

### Ganadería
En materia de ganadería, el municipio cuenta con bovinos, porcinos y cabras, además de poseer un matadero público.

### Piscicultura
En piscicultura el municipio se caracteriza como el 5º mayor pólo pesquero del estado, presentando una gran producción de camarón y cangrejo.

## Turismo
El municipio representa una encantadora sorpresa para quien la visita por primera vez. La ciudad creció en las márgenes del río Maratauíra (o Meruú), uno de los afluentes del río Tocantins. Su pueblo es alegre, hospitalario y sobre todo apasionado por su tierra. Abaetetuba es una ciudad que guarda tantas peculiaridades que la suma de éstas acaba generando la cultura por la pasión de la tierra, con matices de "localismo", que salta a los ojos de quien la visita por primera vez. Sus poesías sobre la "terra maratuia" son auténticas declaraciones de amor.
La ciudad reúne elementos históricos, paisajísticos y culturales dignos de ser visitados y admirados. Ejemplo de esto son las bellísimas iglesias, alguna muy antiguas como la Iglesia de San Miguel en la Villa de Beja y la Principal de Nuestra Sra. de la Conceição, y otras modernas como la de Nuestra Sra. de Nazaré y el Santuario de Nuestra Sra. del Perpetuo Socorro, una de las mayores del estado.
Entre los elementos históricos que la persistencia de población ha logrado preservar se encuentran los molinos que tornaran la bebida local conocida como cachaça de Abaetetuba e inmortalizada en los versos del gran Ruy Barata, al cantar "só lembrar de la mardita me lembrei de abaeté...".

## Cultura
Los habitantes del municipio, tanto los de la ciudad como los del “centro” y de las islas, son apasionados por su tierra y sus ríos. Además del "localismo", el que salta a los ojos de quien la visita por primera vez es el amor por la cultura heredada de sus país. Abaetetuba ofrece algunas cosas dignas de ser visitadas y admiradas. Muchas se perdieron en el pasado; otras son recuperadas por la persistencia de los apasionados, que las traen de regreso.
A partir de 2005, existe un movimiento de rescate y valorización de distintas expresiones culturales y folclóricas, como la “Tiração de Reyes”, en el día de los Reyes Santos (6 de enero), el “Pastorinhas” en Navidad ; también hay carnavales y Fiestas Juninas celebradas de manera popular en las calles y en los barrios y de forma organizada con incontables “Quadrinhas Juninas” (Grupos de baile).

### Playas
Para los que adoran el verano y al sol, el municipio de Abaetetuba ofrece algunas preciosas oportunidades de vacaciones. La famosa playa de BEJLa en las márgenes del río Pará, encanta a los visitantes por la belleza y emoción en el mes de julio, siendo una de las más visitadas del verano paraense, atrayendo más de 60 mil personas por fin de semana.
Menos visitada es la playa de Guajará de Beja y la Isla del Capim, que son una invitación al ecoturismo, con senderos po los bosques y paisajes exuberantes.
Hay también innumerables balnearios como el Zico, Paraíso, Conceição, Colônia Velha, Camotim, Abaetezinho, con arroyos de água fría cercados por bella vegetación.

### Carnaval
Abaetetuba se consolida como detentora de uno de los mayores y más animados carnavales del estado.
Más de 50 mil participantes invaden la "avenida de la juerga" en el mes de febrero, número que crece exponencialmente a cada año. Hay carrozas, tríos elétricos, escuelas de samba, shows de bandas, y todo lo que hace a la alegría para esos que buscan la diversión.

### Danza Junina
En el mes de junio la gran atracción es debido al Concurso de Bandas Tradicionales y Modernas, el mayor y más bello evento de esa categoría en el estado. 
Un ejemplo de organización y riqueza en disfraces y en las presentaciones, las bandas superan los límites de la mera danza junina y la expanden para escenarios de diversos temas nacionales e internacionales.

### Miritifest
En el año de 2004, el Gobierno Municipal apoyó la creación del Festival del Miriti (MIRITIFEST), que llegó a su 5ª edición (2008). El evento destaca el Artesanato de Miriti y presenta obras de excelente nivel artístico creadas y presentadas por los numerosos artesanos locales, además de la exposición de productos y servicios de empresas locales y de otros municipios. Cada año aumenta la participación de la población y de los visitantes, que forman un numeroso público del lugar y de visitantes procedentes de municipios como Moju, Igarapé-Miri, Mocajuba, Barcarena, y Belém, atraídos por la extensa programación cultural que incluye presentaciones artísticas y shows de bandas regionales. El MIRITIFEST se ha tornado en poco tiempo la mayor manifestación cultural del Baixo Tocantins.
La fundación Cultural Abaetetubense (FCA), a partir del año de 2005, recuperó también la tradición navideña de la 'Tradición de Reyes'.

## Elecciones
La Cámara Municipal de Abaeteuba dispone de 11 bancas para los concejales que fueran electos en los pleitos electorales cada 4 años. La última elección fue en octubre de 2008. 
| Zonas electorales | Zonas electorales | Zonas electorales |
| Zona              | Lugares           | Secciones         |
| ----------------- | ----------------- | ----------------- |
| n/i               | 105               | 225               |

| Evolución de electores | Evolución de electores |
| ---------------------- | ---------------------- |
| Año                    | Electores              |
| 1988                   | 35.144                 |
| 1989                   | 38.799                 |
| 1990                   | 40.503                 |
| 1992                   | 45.295                 |
| 1994                   | 47.974                 |
| 1996                   | 51.608                 |
| 1998                   | 54.895                 |
| 2000                   | 57.895                 |
| 2002                   | 63.349                 |
| 2004                   | 70.927                 |
| 2008                   | 80.175                 |

## División territorial
El 1 de julio de 1956 la municipalidad poseía los siguientes aglomerados poblacionales:
- Abaetetuba
- Villa de Beja
- Guajaraúna
- Caeté
- Murutinga
- Colônia Nova
- Colônia Velha
- Tauerá de Beja
- Pontilhão
- Curuperé-Miri
- Itacuruçá
- Quianduba
- Santa Terezinha
- Campompema
- Paramajó
- Urubuéua
- Sirituba
- Abaetezinho

## Universidades
- Universidad Federal del Pará;
- Universidad del Estado del Pará - 2010.
- Instituto Federal de Educación, Ciência y Tecnología del Pará
- Universidad de la Amazônia - Unama
- EADCON
- Universidad Vale del Acaraú
- UNIUBE
- FATEP
- FACETE

## Personalidades ilustres
- Dira Paes: actriz brasilera, actúa en novelas y otros programas televisivos interpretando personajes populares de la actualidad.
- Giovanni Silva de Oliveira: exjugador de fútbol, actuó en el Santos, donde es ídolo hasta hoy, y en otros clubes europeos de España y de Grecia.
- João de Jesus Paes Loureiro: es un escritor, poeta y profesor universitario brasileño. Profesor de Estética, Historia del Arte y Cultura Amazónica, en la Universidad Federal del Pará. Master en Teoría de la Literatura y Semiótica, PUC/UNICAMP, Son Paulo y Doctor en Sociología de la Cultura por la Sorbonne, Paris, Francia. Posee diversas obras publicadas, como el libro "Cultura Amazónica - Una Poética del Imaginário", tesis de doctorado en la Universidad de París V (Sorbonne, Francia). Parceiro, como poeta, de varios compositores paraenses, tales como Wilson Dias de la Fonseca, es autor de la inspirada letra de la valsa "Rachelina" (1922), escrita en 1996, cuyo texto procura retratar, con fidelidad, el espíritu de la música compuesta por José Agostinho de la Fonseca (1886-1945), en homenaje a la pianista santarena Rachel Peluso.